# Jesenkofen
Jesenkofen ist ein Gemeindeteil von Bodenkirchen im niederbayerischen Landkreis Landshut.
Der Weiler liegt circa fünf Kilometer nordöstlich von Bodenkirchen und ist über die Kreisstraße LA 56 zu erreichen.

## Baudenkmäler
- Kapelle